# Polystichtis eupolemia
Polystichtis eupolemia är en fjärilsart som beskrevs av Jean Baptiste Godart 1824. Polystichtis eupolemia ingår i släktet Polystichtis och familjen Riodinidae. Inga underarter finns listade i Catalogue of Life.